# Hohenbocka
Hohenbocka es un municipio situado en el distrito de Alto Bosque del Spree-Lusacia, en el estado federado de Brandeburgo (Alemania), a una altitud de 130 metros. Su población a finales de 2016 era de 1000 habs. y su densidad poblacional, 60 hab/km².